# Healing Hands
«Healing Hands» (en español, Manos sanadoras) es un sencillo del cantante británico Elton John de 1989. Fue su último tema en convertirse en hit durante la década de los '80, su letra fue escrita por Elton John y Bernie Taupin, y perteneció al álbum Sleeping with the Past. 
Este tema fue lanzado a mediados de 1989 y figuró en el listado de los 20 mayores éxitos del momento en los Estados Unidos. En el lado A figuraba la canción «Sacrifice» (en español, Sacrificio), también de Elton John, que se convirtió en su primer solo número 1 en el Reino Unido. "Healing Hands" fue producida por Chris Thomas y está inspirada en el tema Reach Out, I'll be there, de The Four Top's.
"Healing Hands" alcanzó el puesto 13 en el Billboard Hot 100 y el primer puesto en el Hot Adult Contemporary Tracks, ambos rankings de Estados Unidos, durante la semana del 21 de octubre de 1989. La canción no pudo alcanzar el Top 40 en el Reino Unido en su primer lanzamiento, pero luego de que el DJ Steve Wright añadiera "Sacrifice" a su estación de radio de la BBC, "Sacrifice" y "Healing Hands" fueron relanzados juntos, alcanzando el primer puesto por 5 semanas desde el 23 de junio de 1990. 